# Кліфтон (Іллінойс)
Кліфтон (англ. Clifton) — селище (англ. village) в США, в окрузі Іроквай штату Іллінойс. Населення — 1352 особи (2020).

## Географія
Кліфтон розташований за координатами 40°56′4″ пн. ш. 87°56′2″ зх. д. / 40.93444° пн. ш. 87.93389° зх. д. (40.934473, -87.933964).  За даними Бюро перепису населення США в 2010 році селище мало площу 2,28 км², уся площа — суходіл.

## Демографія
Згідно з переписом 2010 року, у селищі мешкало 1468 осіб у 539 домогосподарствах у складі 397 родин. Густота населення становила 644 особи/км².  Було 569 помешкань (249/км²).
Расовий склад населення:
| - 97,0 % — білих - 0,4 % — азіатів - 0,3 % — чорних або афроамериканців |

До двох чи більше рас належало 2,0 %. Частка іспаномовних становила 1,1 % від усіх жителів.
За віковим діапазоном населення розподілялося таким чином: 28,1 % — особи молодші 18 років, 58,6 % — особи у віці 18—64 років, 13,3 % — особи у віці 65 років та старші. Медіана віку мешканця становила 36,5 року. На 100 осіб жіночої статі у селищі припадало 95,0 чоловіків;  на 100 жінок у віці від 18 років та старших — 88,9 чоловіків також старших 18 років.
Середній дохід на одне домашнє господарство  становив 65 511 долар США (медіана — 57 500), а середній дохід на одну сім'ю — 78 132 долари (медіана — 70 927). Медіана доходів становила 46 389 доларів для чоловіків та 33 333 долари для жінок. За межею бідності перебувало 5,0 % осіб, у тому числі 3,3 % дітей у віці до 18 років та 6,7 % осіб у віці 65 років та старших.
Цивільне працевлаштоване населення становило 845 осіб. Основні галузі зайнятості: освіта, охорона здоров'я та соціальна допомога — 30,2 %, роздрібна торгівля — 18,7 %, виробництво — 14,1 %.